# Імені Чапаєва (житломасив)
Імені Чапаєва  — житловий масив на заході Тернівського району Кривого Рогу.
Закладений у кінці 90-х рр. ХІХ століття як гірниче селище на землях поміщиці А.Е. Харченко. Згодом перейшло до Сергія Колачевського.
Розвитку набув у 30, 50-70-х рр. Мешкають гірники Рудоуправління імені Леніна. Площа 58,7 га. Має 9 вулиць, мешкає до 900 осіб.